# Abu Dhabis Grand Prix 2022
Abu Dhabis Grand Prix 2022 (officielt navn: Formula 1 Etihad Airways Abu Dhabi Grand Prix 2022) var et Formel 1-løb, som blev kørt den 20. november 2022 på Yas Marina Circuit i Abu Dhabi, Forendede Arabiske Emirater. Det var det toogtyvende og sidste løb i Formel 1-sæsonen 2022.

## Kvalifikation
| Pos.               | Nr. | Kører             | Konstruktør           | Del 1    | Del 2    | Del 3    | Grid |
| ------------------ | --- | ----------------- | --------------------- | -------- | -------- | -------- | ---- |
| 1                  | 1   | Max Verstappen    | Red Bull Racing-RBPT  | 1.24,754 | 1.24,622 | 1.23,824 | 1    |
| 2                  | 11  | Sergio Pérez      | Red Bull Racing-RBPT  | 1.24,820 | 1.24,419 | 1.24,052 | 2    |
| 3                  | 16  | Charles Leclerc   | Ferrari               | 1.25,211 | 1.24,517 | 1.24,092 | 3    |
| 4                  | 55  | Carlos Sainz, Jr. | Ferrari               | 1.25,090 | 1.24,521 | 1.24,242 | 4    |
| 5                  | 44  | Lewis Hamilton    | Mercedes              | 1.25,594 | 1.24,774 | 1.24,508 | 5    |
| 6                  | 63  | George Russell    | Mercedes              | 1.25,545 | 1.24,940 | 1.24,511 | 6    |
| 7                  | 4   | Lando Norris      | McLaren-Mercedes      | 1.25,387 | 1.24,903 | 1.24,769 | 7    |
| 8                  | 31  | Esteban Ocon      | Alpine-Renault        | 1.25,735 | 1.25,007 | 1.24,830 | 8    |
| 9                  | 5   | Sebastian Vettel  | Aston Martin-Mercedes | 1.25,523 | 1.24,974 | 1.24,961 | 9    |
| 10                 | 3   | Daniel Ricciardo  | McLaren-Mercedes      | 1.25,766 | 1.25,068 | 1.25,045 | 131  |
| 11                 | 14  | Fernando Alonso   | Alpine-Renault        | 1.25,782 | 1.25,096 | N/A      | 10   |
| 12                 | 22  | Yuki Tsunoda      | AlphaTauri-RBPT       | 1.25,630 | 1.25,219 | N/A      | 11   |
| 13                 | 47  | Mick Schumacher   | Haas-Ferrari          | 1.25,711 | 1.25,225 | N/A      | 12   |
| 14                 | 18  | Lance Stroll      | Aston Martin-Mercedes | 1.25,741 | 1.25,359 | N/A      | 14   |
| 15                 | 24  | Zhou Guanyu       | Alfa Romeo-Ferrari    | 1.25,594 | 1.25,408 | N/A      | 15   |
| 16                 | 20  | Kevin Magnussen   | Haas-Ferrari          | 1.25,834 | N/A      | N/A      | 16   |
| 17                 | 10  | Pierre Gasly      | AlphaTauri-RBPT       | 1.25,859 | N/A      | N/A      | 17   |
| 18                 | 77  | Valtteri Bottas   | Alfa Romeo-Ferrari    | 1.25,892 | N/A      | N/A      | 18   |
| 19                 | 23  | Alexander Albon   | Williams-Mercedes     | 1.26,028 | N/A      | N/A      | 19   |
| 20                 | 6   | Nicholas Latifi   | Williams-Mercedes     | 1.26,054 | N/A      | N/A      | 20   |
| 107%-tid: 1.30,687 |     |                   |                       |          |          |          |      |
| Kilde:             |     |                   |                       |          |          |          |      |

Noter:
↑1 - Daniel Ricciardo blev givet en 3-plads straf for at være skyld i et sammenstød med Kevin Magnussen i forrige runde.

## Resultat
| Pos.                                                            | Nr. | Kører             | Konstruktør           | Omgange | Tid/Udgået  | Startpos. | Point |
| --------------------------------------------------------------- | --- | ----------------- | --------------------- | ------- | ----------- | --------- | ----- |
| 1                                                               | 1   | Max Verstappen    | Red Bull Racing-RBPT  | 58      | 1:27.45,914 | 1         | 25    |
| 2                                                               | 16  | Charles Leclerc   | Ferrari               | 58      | +8,771      | 3         | 18    |
| 3                                                               | 11  | Sergio Pérez      | Red Bull Racing-RBPT  | 58      | +10,093     | 2         | 15    |
| 4                                                               | 55  | Carlos Sainz, Jr. | Ferrari               | 58      | +24,892     | 4         | 12    |
| 5                                                               | 63  | George Russell    | Mercedes              | 58      | +35,888     | 6         | 10    |
| 6                                                               | 4   | Lando Norris      | McLaren-Mercedes      | 58      | +56,234     | 7         | 91    |
| 7                                                               | 31  | Esteban Ocon      | Alpine-Renault        | 58      | +57,240     | 8         | 6     |
| 8                                                               | 18  | Lance Stroll      | Aston Martin-Mercedes | 58      | +1.16,931   | 14        | 4     |
| 9                                                               | 3   | Daniel Ricciardo  | McLaren-Mercedes      | 58      | +1.23,268   | 13        | 2     |
| 10                                                              | 5   | Sebastian Vettel  | Aston Martin-Mercedes | 58      | +1.23,898   | 9         | 1     |
| 11                                                              | 22  | Yuki Tsunoda      | AlphaTauri-RBPT       | 58      | +1.29,371   | 11        |       |
| 12                                                              | 24  | Zhou Guanyu       | Alfa Romeo-Ferrari    | 57      | +1 omgang   | 15        |       |
| 13                                                              | 23  | Alexander Albon   | Williams-Mercedes     | 57      | +1 omgang   | 19        |       |
| 14                                                              | 10  | Pierre Gasly      | AlphaTauri-RBPT       | 57      | +1 omgang   | 17        |       |
| 15                                                              | 77  | Valtteri Bottas   | Alfa Romeo-Ferrari    | 57      | +1 omgang   | 18        |       |
| 16                                                              | 47  | Mick Schumacher   | Haas-Ferrari          | 57      | +1 omgang2  | 12        |       |
| 17                                                              | 20  | Kevin Magnussen   | Haas-Ferrari          | 57      | +1 omgang   | 16        |       |
| 183                                                             | 44  | Lewis Hamilton    | Mercedes              | 55      | Hydraulik   | 5         |       |
| 193                                                             | 6   | Nicholas Latifi   | Williams-Mercedes     | 55      | Elektronik  | 20        |       |
| Ret                                                             | 14  | Fernando Alonso   | Alpine-Renault        | 27      | Vandlækage  | 10        |       |
| Hurtigste omgang: Lando Norris (McLaren) - 1.28,391 (omgang 44) |     |                   |                       |         |             |           |       |
| Kilde:                                                          |     |                   |                       |         |             |           |       |

Noter:
↑1 - Inkluderer point for hurtigste omgang.
↑2 - Mick Schumacher blev givet en 5-sekunders straf for at være skyld i et sammenstød med Nicholas Latifi. Hans slutposition forblev uændret af straffen.
↑3 - Lewis Hamilton og Nicholas Latifi udgik af ræset, men blev klassificeret som færdiggjort, i det de han havde kørt mere end 90% af ræset.

## Stilling i mesterskaberne efter løbet
| Pos. | Kører            | Point |
| ---- | ---------------- | ----- |
| 1    | Max Verstappen   | 454   |
| 2    | Charles Leclerc  | 308   |
| 3    | Sergio Pérez     | 305   |
| 4    | George Russell   | 275   |
| 5    | Carlos Sainz Jr. | 246   |

| Pos. | Konstruktør      | Point |
| ---- | ---------------- | ----- |
| 1    | Red Bull-RBPT    | 759   |
| 2    | Ferrari          | 554   |
| 3    | Mercedes         | 515   |
| 4    | Alpine-Renault   | 173   |
| 5    | McLaren-Mercedes | 159   |